# Ingenting (sång av Kent)
Ingenting var den första singeln från den svenska rockgruppen Kents studioalbum Tillbaka till samtiden. Singeln gavs ut den 17 september 2007, och toppade tio dagar senare den svenska singellistan Sverige. Den 29 september 2007 gick melodin direkt in på förstaplats på Trackslistan. Melodin låg även på Svensktoppen i sju omgångar under perioden 21 oktober–2 december 2007, med åttonde plats som högsta placering.
Premiären för låten skedde i radiokanalerna Sveriges Radio P3 och P4 natten till måndagen den 17 september 2007 i programmet Vaken med P3 och P4.

## Låtlista
1. Ingenting – 4:07
2. Ingenting (Alex Dolby och Santos Remix) – 8:34
3. Ingenting (Shieldster Remix) – 7:04
4. Ingenting (Copyfokking Rmx) – 5:46
5. Min värld – 4:07

## Carolina Wallin Pérez cover
Den svenska pop- och jazzsångerskan Carolina Wallin Pérez spelade in en cover på låten som släpptes på singel den 14 oktober 2009 och blev en mindre hit på svenska radiostationer. Låten återfinns på hennes debutalbum Pärlor och svin.
Låtlista
1. Ingenting – 3:44

## Listplaceringar
| Lista (2007-2008) | Topplacering |
| ----------------- | ------------ |
| Danmark           | 11           |
| Finland           | 17           |
| Norge             | 12           |
| Sverige           | 2            |

## Publikation
- Svenska hits 2007/2008, 2008